# Novo Brdo Mrežničko
Novo Brdo Mrežničko is een plaats in de gemeente Duga Resa in de Kroatische provincie Karlovac. De plaats telt 123 inwoners (2001).